# Johanna van der Gheynst

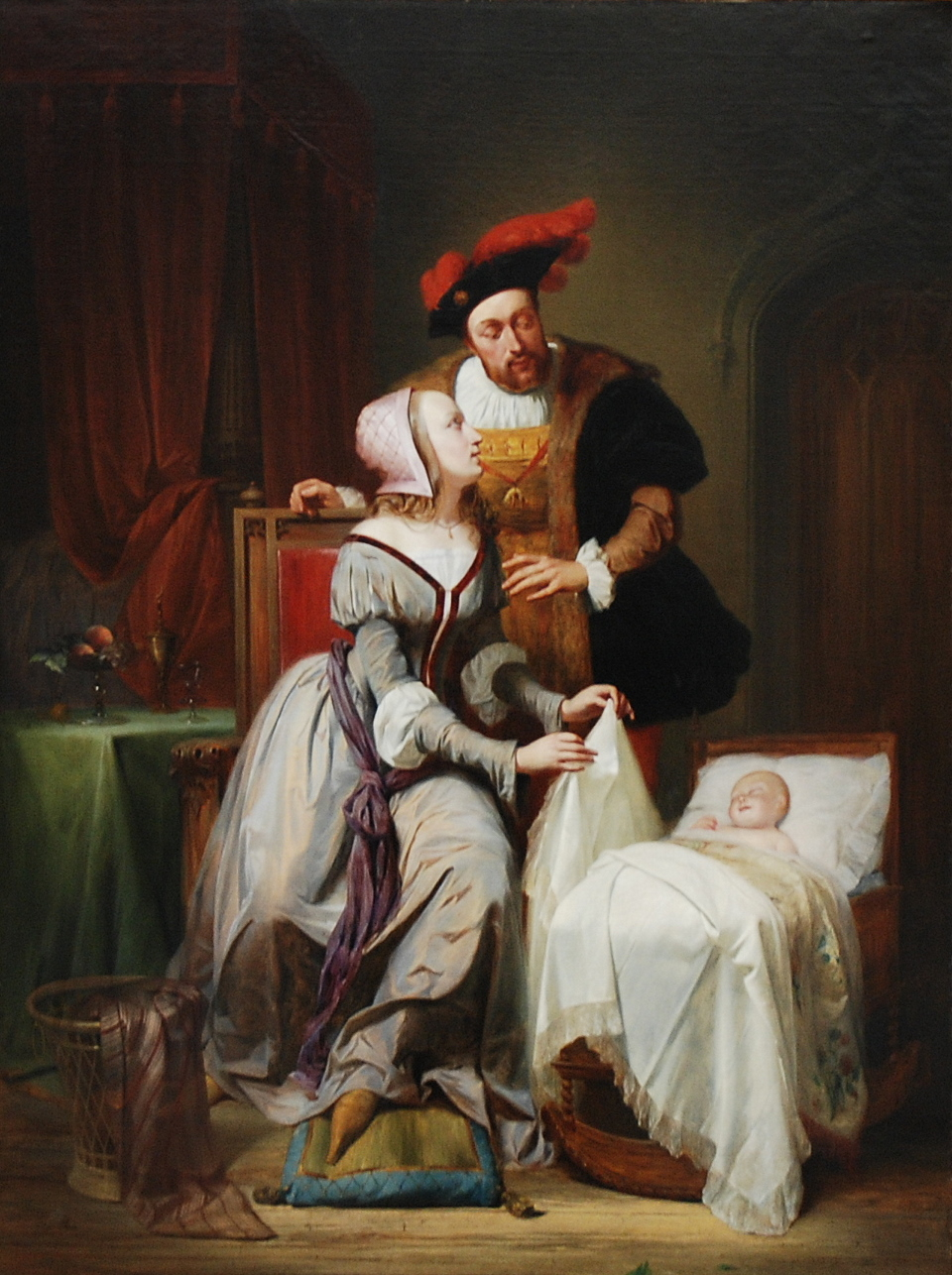
Keizer Karel met Johanna en hun dochter Margaretha door Théodore-Joseph Canneel (1844)

Johanna Maria van der Gheynst, ook wel Jeanne van der Gheynst of Johanna van der Gheenst (circa 1505 – Brussel, 15 december 1541), was de dochter van Gilles Johan van der Gheynst en Johanna van der Coye, een dochter van de heerlijkheid Cocambre (Koekamer) te Elzele. Johanna's ouders woonden in Nukerke bij Oudenaarde. 
Johanna's vader was in dienst als tapijtverkoper van de tapijtmanufactuur van Karel I van Lalaing, gouverneur van Oudenaarde. Toen Johanna vijf jaar oud was overleden beide ouders aan de pest. Karel van Lalaing ontfermde zich over Johanna en ze werd dienstmeisje ten huize van de gouverneur.
Tijdens feesten in het huis van haar beschermheer Karel van Lalaing, kamerheer van keizer Karel V, trok zij vanwege haar schoonheid de aandacht van de keizer die daar aanwezig was. De keizer verbleef in Pamele (plaats die officieel in 1593 verdween door versmelting met Oudenaarde), gedurende het twee maanden durende beleg van Doornik in 1521. Ze werd door een hoveling ontvoerd en onder dwang bij keizer Karel gebracht. Zijn aandacht was zo sterk dat die niet zonder gevolgen bleef en ze zwanger werd. 
Johanna verliet het Bourgondische kasteel van de Lalaings en trok in bij een oom van moederszijde, de leerlooier Van der Coye, die even buiten Oudenaarde woonde. Hier werd haar dochter geboren, op 5 juli 1522. Anderen bronnen vermelden het Huis de Lalaing te Pamele als mogelijke geboorteplaats. 
Het meisje werd gedoopt in de kerk Onze-Lieve-Vrouw van Pamele met de naam Margaretha, naar de tante van Karel V, Margaretha van Oostenrijk.
De familie Lalaing schreef twee brieven naar Karel V om op de erkenning van Margaretha aan te dringen en om bijstand en zorg voor Johanna te vragen. De voorwaarde die Karel hiervoor stelde was dat er nooit nog contact mocht zijn tussen Johanna en haar dochter Margaretha, wat echter later alsnog gebeurde bij de intrede van Margaretha's halfzuster in het klooster.
Ruim twee jaar na de geboorte van haar dochtertje trouwde Van der Gheynst met Mr. Johan van den Dijcke, heer van Santvliet en Berendrecht, ridder van Jeruzalem, raadsheer en rekenmeester van de rekenkamer van Brabant. Ze schonk hem negen kinderen.

## Het wedervaren van Johanna's dochter
De zorg over haar dochtertje Margaretha werd eerst toevertrouwd aan het gezin van Andries van Douvrin, heer van Drogenbos en Sint-Martens-Bodegem. Later verbleef ze in het kasteel van Hoogstraten waar ze door de graaf Antoon I van Lalaing, een jongere broer van de eerder vermelde Karel van Lalaing, en zijn echtgenote Elisabeth van Culemborg werd opgevoed als een eigen kind. Ze verhuisde nog eens, op aandringen van Karel, die haar bij akte getekend te Barcelona op 9 juli 1529 als zijn wettige dochter erkend had, naar Mechelen aan het Hof van de regentessen Margaretha van Oostenrijk, en Maria van Hongarije, zuster van de keizer. Vooral de jonge Maria, weduwe geworden op haar eenentwintigste van Lodewijk II van Hongarije, zorgde voor haar als een echte moeder. Ze verhuisde in 1531 dan ook mee naar Brussel toen Maria door haar broer, de keizer, als landvoogdes der Nederlanden werd aangesteld.
Op tienjarige leeftijd verhuisde Margaretha in 1533 naar Italië, waar zij opgroeide onder de hoede van vooral Madame de Lannoy, weduwe van de voormalige onderkoning van Napels, Charles de Lannoy. Deze Italiaanse opvoeding verklaart ook waarom ze vooral bekend werd onder haar (Italiaanse) titel Madama, al had ze in 1529, toen Karel V haar als zijn dochter erkende, het recht gekregen de naam Margaretha van Oostenrijk te voeren.
Johanna's dochter bracht het uiteindelijk ook tot landvoogdes met de naam Margaretha van Parma voor Filips II over de Nederlanden van 1559 tot 1567, toen de Hertog van Alva naar de Nederlanden werd gezonden.